# Extremo (fútbol)

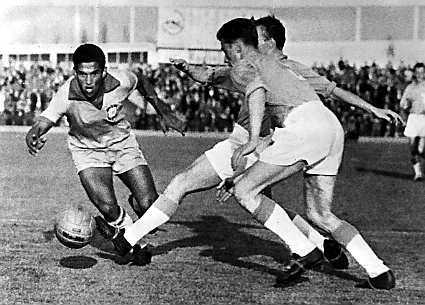
El brasileño Garrincha (izquierda), uno de los mejores exponentes del extremo en el fútbol.

Un futbolista que juega como extremo es aquel deportista que se ubica en la banda o lateral del campo de fútbol, donde cumple la función de ataque y siendo a su vez uno de los más cercanos al delantero.
La posición de extremo es una de las más antiguas en el fútbol y de las que se han mantenido hasta nuestros días. En la formación 2-3-5 se les llamaban right wing forward y left wing forward; eran los dos jugadores que se ubicaban a ambos extremos de la línea de cinco delanteros. Las formaciones fueron cambiando progresivamente y usando cada vez menos delanteros, pero el extremo se ha mantenido merced a reinventarse sucesivamente.
Existen otras ubicaciones en el fútbol que ocupan una posición muy similar, por ejemplo los laterales ocupan las bandas pero en la línea defensiva, los interiores (también llamados centrocampistas) se encuentran en el medio del campo. Los extremos están en posiciones más adelantadas, pueden ser bajos, hábiles, y muy rápidos, así como buenos generadores de fútbol de ataque. Un extremo tiene la función de desborde que termina en un centro al área, asistencia o en disparo a puerta, principalmente tienen que manejar velocidad, regate, gambeta y mucha explosividad en velocidad.
- Datos: Q11681748